# Sambas de Enredo '98
Sambas de Enredo '98 é um álbum com os sambas de enredo das escolas de samba do Grupo Especial do Rio de Janeiro para o carnaval do ano de 1998. Foi lançado nas lojas físicas em 26 de novembro de 1997, distribuído pela BMG Brasil, com produção fonográfica da Gravadora Escola de Samba (Gravasamba). Foi produzido por Laíla, Mário Jorge Bruno e Alceu Maia, com direção artística de Zacarias Siqueira de Oliveira, e arranjos musicais de Alceu Maia e Jorge Cardoso.
O álbum foi gravado e produzido entre outubro e novembro de 1997, após as agremiações realizarem suas disputas de samba-enredo. Na primeira etapa da produção, foram gravadas ao vivo, no Teatro de Lona da Barra da Tijuca, a bateria das escolas e o coro com a participação de integrantes das comunidades e músicos profissionais. Na segunda etapa, foram gravadas as bases musicais e as vozes dos intérpretes no estúdio Cia. dos Técnicos, em Copacabana, no Rio.
Campeã do carnaval de 1997, a Viradouro estampa a capa do álbum e é a faixa de abertura do disco com um samba sobre a história do mito grego Orfeu à realidade do carnaval do Rio de Janeiro. Vice-campeã de 1997, a Mocidade Independente de Padre Miguel estampa a contracapa e apresenta um samba sobre os astros. A obra da Mangueira homenageia o cantor e compositor Chico Buarque de Hollanda. A escolha do samba-enredo causou polêmica pelo fato de ser oriunda de uma parceria de compositores de São Paulo. Baseado no livro O Mundo Místico dos Caruanas e a Revolta de Sua Ave, a obra da Beija-Flor fala sobre lendas dos índios marajoaras. O samba da Porto da Pedra fala sobre crimes e a impunidade; enquanto o da Imperatriz Leopoldinense aborda as previsões para o novo milênio que se aproximava.
Sétima faixa do álbum, a obra da Portela fala sobre a noite. A canção da Vila Isabel tem como tema as guerras que transformaram o mundo; e a Grande Rio homenageia o político Luís Carlos Prestes, morto em 1990. A Unidos da Tijuca apresenta um samba sobre o navegador português Vasco da Gama e sobre o Club de Regatas Vasco da Gama, que completava cem anos de fundação em 1998. A União da Ilha homenageia o fotógrafo francês Pierre Verger, morto em 1996. Convertido ao candomblé no Brasil, ele adotou o nome religioso de Fatumbi. Campeã do Grupo A (segunda divisão do carnaval) de 1997, a Tradição retorna ao Grupo Especial com um samba sobre a Amazônia. Também retornando à primeira divisão, após o vice-campeonato do segundo grupo no ano anterior, a Caprichosos de Pilares homenageia a raça negra.
Por divergências com a LIESA e a Gravasamba, o Salgueiro optou por gravar e lançar o próprio samba-enredo de forma independente, se ausentando do álbum oficial. Pela primeira vez em 30 anos, os sambas-enredo do Rio de Janeiro deixavam de ser comercializados em LP, sendo disponibilizados em CD e fita cassete. Também pela primeira vez a ordem de execução do álbum passava a ser de acordo com o resultado do carnaval anterior. Sambas de Enredo '98 foi certificado com disco de platina pela ABPD. Também esteve entre os álbuns mais vendidos do ano de 1998 segundo estimativa do Nopem. O samba da Portela recebeu os prêmios Estandarte de Ouro e o Troféu Manchete e foi o único a receber nota máxima de todos os julgadores no carnaval de 1998. Após o carnaval, três álbuns gravados ao vivo, no sambódromo, durante os desfiles oficiais, foram lançados: Sambas de Enredo '98 Grupo Especial - Ao Vivo na Sapucaí, Esquenta na Sapucaí e Bateria das Escolas de Samba - Ao Vivo na Sapucaí.

## Gravação e lançamento
O álbum foi gravado entre outubro e novembro de 1997. As gravações foram divididas em duas etapas: na primeira, gravação da bateria e do coro, ao vivo, num estúdio montado no Teatro de Lona da Barra da Tijuca; na segunda, gravação dos instrumentos de base e da voz dos intérpretes na Cia. dos Técnicos Studio, em Copacabana. Com exceção da Portela, todas as escolas apresentaram alusivos ou uma curta exibição da bateria antes de executar o samba-enredo. O álbum foi produzido por Laíla, Mário Jorge Bruno e Alceu Maia (que substituiu Genaro Soalheiro, morto em 1997), com direção artística de Zacarias Siqueira de Oliveira, e arranjos musicais de Alceu Maia e Jorge Cardoso. 
A Liga Independente das Escolas de Samba (LIESA) promoveu uma festa de lançamento do álbum para convidados, na noite da terça-feira, dia 2 de dezembro de 1997, na casa de espetáculos Scala. 

## Designvisual
Tradicionalmente, a capa do álbum e seu design visual remetem à escola campeã do carnaval anterior, enquanto a contracapa remete à vice-campeã. Na capa de Sambas de Enredo '98 é utilizada uma imagem cedida pela Bloch Editores focalizando um destaque do carro abre-alas do desfile campeão de 1997 da Viradouro. Além do título do álbum, a capa contém a inscrição "Viradouro Campeã" na cor branca. A capa interage com o encarte do álbum, já que uma versão completa da imagem, onde a alegoria (intitulada "As Trevas") aparece inteira, ilustrando o folheto onde é informada a ficha técnica, formando um pôster.
A contracapa do álbum monstra uma imagem de autoria da fotógrafa Fabrizia Granatieri, com uma visão frontal do desfile de 1997 da Mocidade Independente de Padre Miguel, com destaque para o carro abre-alas da agremiação. À frente do carro é possível ver a comissão de frente "O homem, um ser aquático". A imagem contém a inscrição "Mocidade Vice-Campeã" e o nome das escolas que compõem o álbum, com letras na cor branca.

## Faixas
A partir deste álbum, a lista de faixas segue a ordem de classificação do carnaval anterior. A primeira faixa é da campeã de 1997, a Viradouro; a segunda é da vice-campeã, Mocidade; e assim por diante. Com a ausência do Salgueiro no disco oficial, as escolas que ficaram entre oitavo e décimo segundo lugar no ano anterior e as duas que vieram do Grupo A (Tradição e Caprichosos de Pilares), ocuparam as faixas 7 a 13.
| N.º            | Título                                                                   | Compositor(es)                                                                              | Intérpretes e participações | Duração |  |
| 1.             | "Orfeu, o Negro do Carnaval" (Viradouro)                                 | Gilberto Gomes, R. Mocotó, Gustavo, PC Portugal e Dadinho                                   | Dominguinhos do Estácio     | 5:18    |  |
| 2.             | "Brilha no Céu a estrela que me faz sonhar" (Mocidade)                   | Joãozinho, Guinna, Muca e J. Brito                                                          | Wander Pires                | 4:28    |  |
| 3.             | "Chico Buarque da Mangueira" (Mangueira)                                 | Nelson Dalla Rosa, Vilas Boas, Nelson Csipai e Carlinhos das Camisas                        | Jamelão e Eraldo Caê        | 5:42    |  |
| 4.             | "Pará, o Mundo Místico dos Caruanas, nas Águas do Patu-Anu" (Beija-Flor) | Alencar de Oliveira, Wilsinho Paz, Noel Costa, Baby e Marcão                                | Neguinho da Beija-Flor      | 6:26    |  |
| 5.             | "Samba no Pé e Mãos ao Alto, Isto é um Assalto" (Porto da Pedra)         | Índio do Império, Tião Telles, Paulo Roberto e Jorge Dodi                                   | Wantuir                     | 4:55    |  |
| 6.             | "Quase no Ano 2000..." (Imperatriz Leopoldinense)                        | Preto Jóia, Flavinho, Darcy do Nascimento e Guga                                            | Preto Jóia                  | 5:24    |  |
| 7.             | "Os Olhos da Noite" (Portela)                                            | Noca da Portela, Colombo, J. Rocha, Darcy Maravilha e Celino Dias                           | Rogerinho                   | 4:54    |  |
| 8.             | "Lágrimas, Suor e Conquistas no Mundo em Transformação" (Vila Isabel)    | David da Vila, Sérgio Freitas, Helinho e Mascote                                            | Gera e Jorge Tropical       | 6:22    |  |
| 9.             | "Cavaleiro da Esperança" (Grande Rio)                                    | João Carlos, Carlinhos Fiscal e Quaresma                                                    | Nêgo                        | 5:01    |  |
| 10.            | "De Gama à Vasco, a Epopéia da Tijuca" (Unidos da Tijuca)                | Adalto Magalha, Serginho do Porto, Márcio Paiva e Adilson Gavião                            | Serginho do Porto           | 5:15    |  |
| 11.            | "Fatumbi, a Ilha de Todos os Santos" (União da Ilha)                     | Márcio André, Almir da Ilha e Mauricio 100                                                  | Rixxa                       | 5:49    |  |
| 12.            | "Viagem Fantástica ao Pulmão do Mundo" (Tradição)                        | Taroba, Lima da Tradição, Sandro Maneca, Jonas Camiseta, Marcos Glorioso e Arismar Ubaldino | Taroba                      | 6:46    |  |
| 13.            | "Negra Origem, Negro Pelé, Negra Bené" (Caprichosos de Pilares)          | Flávio Quintino, Noquinha, Sidinho da Zoeira, J.B e Zé Carlos da Saara                      | Jackson Martins             | 5:17    |  |
| Duração total: | Duração total:                                                           | Duração total:                                                                              | Duração total:              | 1:11:48 |  |

## Crítica profissional
Em sua crítica para o jornal O Globo, Mario Marques criticou o álbum, apontando que, "com honrosas exceções, a pobreza poética das letras ofusca o brilho da essência das composições". O jornalista destacou os sambas de Viradouro ("um dos melhores sambas já apresentados por ela na avenida. Consistente, com boa interpretação de Dominguinhos do Estácio, o samba reproduz com clareza o enredo que a escola leva para a avenida") e Mocidade ("maravilhosamente metamorfoseado para partes lentas"). Também foram elogiadas as obras de Imperatriz ("busca distância dos padrões") e Vila Isabel ("soa bem diferente dos demais e tem variações"). Os demais sambas foram criticados, caso de Mangueira ("um dos piores da escola na década [...] tem refrão ingênuo, ainda que Jamelão tente extrair o máximo da melodia"); Beija-Flor ("Nem o coral lírico realça os versos incompreensíveis"); Porto da Pedra ("um amontoado de informações desencontradas"); Portela ("tem arranjos muito bons, mas o tema não é bem desenvolvido na letra confusa, não resume o conceito, e perde o fôlego"); Grande Rio ("arrastado, pouco original"); Unidos da Tijuca ("Vasco da Gama, time carioca e descobridor do caminho marítimo para as Índias, tiveram sua memória assassinada"); União da Ilha, Tradição e Caprichosos ("estão unidas pela falta de criatividade nos temas e pela igualdade nas introduções").
Para Marco Maciel, do site especializado Sambario, "de todos os seis discos gravados no Teatro de Lona (de 1993 a 1998), esse é o que a bateria menos se destaca [...] durante os sambas ela se mostra discretíssima em relação aos discos dos anos anteriores." Maciel elogiou a safra, destacando os sambas de União da Ilha ("melodia fascinante e refrões envolventes. E isso sem contar o pequeno show da bateria no começo da faixa"); Portela ("Dois refrões fantásticos, com as demais partes emocionantes, e uma excelente gravação, com show da bateria, fazem deste samba-enredo o mais lírico do ano"); e Beija-Flor ("um dos melhores da história da escola [...] de melodia pesada, vibrante e envolvente"). Também foram elogiadas as obras de Viradouro ("É o samba mais famoso da escola devido ao refrão para lá de popular. Um samba animado e gostoso de se ouvir, bem puxado por Dominguinhos da Estácio"); Vila Isabel ("Mesmo o samba sendo longo, a sua melodia cativante e emocionante abole totalmente um provável cansaço devido ao seu elevado comprimento. Possui dois lindos refrões, com Gera e Jorge Tropical mantendo uma excelente harmonia. O samba também tem uma bela letra"); Caprichosos ("melodia e letra simples, mas envolventes. Os refrões também são bem vibrantes"); Mangueira ("autêntico samba de enredo: animado, envolvente e com letra e melodia simples"); e Imperatriz ("Animado, de melodia agradável e letra simples, a gravação do samba surpreende pelo fato do cavaquinho abafar o som da bateria"). Ainda segundo Maciel, o samba da Grande Rio "possui uma excelente animação, uma melodia interessante e um refrão central longo"; "o hino da Unidos da Tijuca é interessante pelo fato da letra exaltar em sua primeira parte o navegante Vasco da Gama e na segunda o clube Vasco da Gama de forma simples e clara. Mas, francamente, é uma ótima marchinha, porque como samba-enredo não é lá essas coisas [...] no CD, a bateria, aliada a dezenas de paradinhas, dá show"; no samba da Tradição, "a melodia apresenta pouquíssimas variações e os refrões são fracos"; a obra do Porto da Pedra é uma "Marcha-enredo animada, de letra coloquial e irônica"; e a Mocidade apresenta um "samba chato e de melodia comum, que peca pela falta de originalidade melódica".

## Desempenho comercial

### Certificações e vendas
| Instituto | Certificação | Vendas          |
| --------- | ------------ | --------------- |
| ABPD      | Platina      | +250.000 cópias |

### Tabela anual
Segundo o Instituto Nelson Oliveira Pesquisa e Estudo de Mercado, Sambas de Enredo '98 foi o 37.º álbum mais vendido no Brasil no ano de 1998. Na semana do carnaval, esteve entre os sete mais vendidos.
| Tabela musical | Posição |
| -------------- | ------- |
| Nopem (1998)   | 37      |

## Os sambas no carnaval

### Premiações
O samba da Portela recebeu os dois principais prêmios do ano:
- "Os Olhos da Noite" (Portela)

1. Estandarte de Ouro (O Globo)[14]
2. Troféu Manchete (Rede Manchete)[15]

## Ao Vivo na Sapucaí
Pela primeira vez, a LIESA e a Gravasamba lançaram o álbum com os sambas gravados, ao vivo, no sambódromo, durante os desfiles oficiais. Sambas de Enredo '98 Grupo Especial - Ao Vivo na Sapucaí foi lançado em março de 1998 em CD pela BMG Brasil. O álbum foi produzido por Laíla, Mário Jorge Bruno e Alceu Maia.
A capa do álbum é uma imagem aberta do Sambódromo durante os desfiles. O alinhamento das faixas segue a ordem de desfile do carnaval de 1998. A primeira faixa é da Caprichosos de Pilares; a segunda é da Vila Isabel, terceira escola a se apresentar; e assim por diante. O álbum tem 63 minutos de duração. Assim como no álbum oficial, o samba-enredo do Salgueiro não foi incluído.
| Lista de faixas |                                                                          |                                                                                             |                                             |         |  |
| N.º             | Título                                                                   | Compositor(es)                                                                              | Intérpretes                                 | Duração |  |
| 1.              | "Negra Origem, Negro Pelé, Negra Bené" (Caprichosos de Pilares)          | Flávio Quintino, Noquinha, Sidinho da Zoeira, J.B e Zé Carlos da Saara                      | Jackson Martins                             | 5:09    |  |
| 2.              | "Lágrimas, Suor e Conquistas no Mundo em Transformação" (Vila Isabel)    | David da Vila, Sérgio Freitas, Helinho e Mascote                                            | Gera e Jorge Tropical                       | 6:10    |  |
| 3.              | "Cavaleiro da Esperança" (Grande Rio)                                    | João Carlos, Carlinhos Fiscal e Quaresma                                                    | Nêgo                                        | 4:12    |  |
| 4.              | "Samba no Pé e Mãos ao Alto, Isto é um Assalto" (Porto da Pedra)         | Índio do Império, Tião Telles, Paulo Roberto e Jorge Dodi                                   | Wantuir                                     | 4:11    |  |
| 5.              | "Brilha no Céu a estrela que me faz sonhar" (Mocidade)                   | Joãozinho, Guinna, Muca e J. Brito                                                          | Wander Pires                                | 4:33    |  |
| 6.              | "Os Olhos da Noite" (Portela)                                            | Noca da Portela, Colombo, J. Rocha, Darcy Maravilha e Celino Dias                           | Rogerinho                                   | 3:53    |  |
| 7.              | "Viagem Fantástica ao Pulmão do Mundo" (Tradição)                        | Taroba, Lima da Tradição, Sandro Maneca, Jonas Camiseta, Marcos Glorioso e Arismar Ubaldino | Taroba                                      | 5:23    |  |
| 8.              | "Chico Buarque da Mangueira" (Mangueira)                                 | Nelson Dalla Rosa, Vilas Boas, Nelson Csipai e Carlinhos das Camisas                        | Jamelão e Eraldo Caê (Part.: Chico Buarque) | 5:06    |  |
| 9.              | "Quase no Ano 2000..." (Imperatriz Leopoldinense)                        | Preto Jóia, Flavinho, Darcy do Nascimento e Guga                                            | Preto Jóia                                  | 4:48    |  |
| 10.             | "Orfeu, o Negro do Carnaval" (Viradouro)                                 | Gilberto Gomes, R. Mocotó, Gustavo, PC Portugal e Dadinho                                   | Dominguinhos do Estácio                     | 4:24    |  |
| 11.             | "Pará, o Mundo Místico dos Caruanas, nas Águas do Patu-Anu" (Beija-Flor) | Alencar de Oliveira, Wilsinho Paz, Noel Costa, Baby e Marcão                                | Neguinho da Beija-Flor                      | 5:05    |  |
| 12.             | "De Gama à Vasco, a Epopéia da Tijuca" (Unidos da Tijuca)                | Adalto Magalha, Serginho do Porto, Márcio Paiva e Adilson Gavião                            | Serginho do Porto                           | 4:16    |  |
| 13.             | "Fatumbi, a Ilha de Todos os Santos" (União da Ilha do Governador)       | Márcio André, Almir da Ilha e Mauricio 100                                                  | Rixxa                                       | 5:49    |  |
| Duração total:  | Duração total:                                                           | Duração total:                                                                              | Duração total:                              | 1:03:18 |  |

## Esquenta na Sapucaí
Esquenta na Sapucaí - Escolas de Samba 98 foi lançado em abril de 1998 em CD pela BMG Brasil, apresentando os esquentas das escolas de samba durante os desfiles oficiais de 1998, quando são relembradas canções que marcaram outros carnavais antes de começarem a tocar e cantar o samba-enredo do ano. O álbum foi produzido por Laíla, Mário Jorge Bruno e Alceu Maia.
A capa do álbum é uma montagem de imagens, com os pés de uma passista em cima de um pandeiro. O alinhamento das faixas segue a ordem de desfile do carnaval de 1998. A primeira faixa é da Caprichosos de Pilares; a segunda é da Vila Isabel, terceira escola a se apresentar; e assim por diante. Por problemas envolvendo direitos autorais, os esquentas de Caprichosos ("Tio Juca"), Mocidade Independente de Padre Miguel ("Ziriguidum 2001, Carnaval nas Estrelas"), Viradouro ("Trevas! Luz! A Explosão do Universo") e Beija-Flor ("A Deusa da Passarela") foram substituídos pelos respectivos sambas de 1998. O álbum tem 63 minutos de duração. O esquenta do Salgueiro não foi incluído.
| Lista de faixas | | |                                      |         |  |
| N.º             | Título                                                                                             | Compositor(es) | Intérpretes                          | Duração |  |
| 1.              | "Negra Origem, Negro Pelé, Negra Bené" (samba-enredo de 1998 da Caprichosos de Pilares)            | Flávio Quintino, Noquinha, Sidinho da Zoeira, J.B e Zé Carlos da Saara                                                       | Jackson Martins                      | 5:10    |  |
| 2.              | "Kizomba, Festa da Raça" (samba-enredo de 1988 da Vila Isabel)                                     | Rodolpho, Jonas e Luiz Carlos da Vila                                                                                        | Gera e Jorge Tropical                | 3:37    |  |
| 3.              | "No Mundo da Lua" (samba-enredo de 1993 da Grande Rio)                                             | Nêgo, Jacy Inspiração, Mais Velho, G. Martins, Dicró, Juarez Dy Calvoza, Adão Conceição, Carlinhos P2, Rocco Filho e Ronaldo | Nêgo                                 | 4:09    |  |
| 4.              | "Um Carnaval dos Carnavais" (samba-enredo de 1996 da Porto da Pedra)                               | Billy Boy, César Reis e Élio Sabino                                                                                          | Wantuir                              | 4:24    |  |
| 5.              | "Brilha no Céu a estrela que me faz sonhar" (samba-enredo de 1998 da Mocidade)                     | Joãozinho, Guinna, Muca e J. Brito                                                                                           | Wander Pires                         | 4:33    |  |
| 6.              | "Foi um Rio Que Passou em Minha Vida" (samba-exaltação da Portela)                                 | Paulinho da Viola | Rogerinho (Part.: Paulinho da Viola) | 4:33    |  |
| 7.              | "Tô Dentro, Tô Fora" (esquenta da Tradição)                                                        | Lourenço e Jorge Cardoso | Waguinho (Os Morenos)                | 5:47    |  |
| 8.              | "Exaltação à Mangueira" (samba-exaltação da Mangueira)                                             | Enéas Brites da Silva e Aluísio Augusto da Silva                                                                             | Jamelão                              | 3:13    |  |
| 9.              | "Liberdade, Liberdade, Abre as Asas sobre Nós!" (samba-enredo de 1989 da Imperatriz Leopoldinense) | Niltinho Tristeza, Preto Jóia, Vicentinho e Jurandir                                                                         | Preto Jóia                           | 3:51    |  |
| 10.             | "Orfeu, o Negro do Carnaval" (samba-enredo de 1998 da Viradouro)                                   | Gilberto Gomes, R. Mocotó, Gustavo, PC Portugal e Dadinho                                                                    | Dominguinhos do Estácio              | 4:24    |  |
| 11.             | "Pará, o Mundo Místico dos Caruanas, nas Águas do Patu-Anu" (samba-enredo de 1998 da Beija-Flor)   | Alencar de Oliveira, Wilsinho Paz, Noel Costa, Baby e Marcão                                                                 | Neguinho da Beija-Flor               | 5:05    |  |
| 12.             | "Guanabaran, o seio do mar" (samba-enredo de 1992 da Unidos da Tijuca)                             | Gilmar L. Silva, Vicente das Neves e Beto do Pandeiro                                                                        | Serginho do Porto                    | 5:05    |  |
| 13.             | "A Viagem da Pintada Encantada" (samba-enredo de 1996 da União da Ilha do Governador)              | Alberto Varjão e Vicentinho                                                                                                  | Rixxa                                | 6:49    |  |
| Duração total:  | Duração total:                                                                                     | Duração total: | Duração total:                       | 1:00:00 |  |

## Baterias das Escolas de Samba
Baterias das Escolas de Samba - Ao Vivo na Sapucaí foi lançado em maio de 1998 em CD pela BMG Brasil, apresentando as performances das baterias durante os desfiles oficiais do Grupo Especial de 1998. O álbum foi produzido por Laíla, Mário Jorge Bruno e Alceu Maia.
A capa do álbum é uma imagem fechada de um ritmista tocando surdo, onde está inserido o título do álbum. O alinhamento das faixas segue a ordem de classificação do carnaval de 1998, com exceção de Tradição e União da Ilha. A primeira faixa é da campeã, Mangueira; a segunda é da também campeã, Beija-Flor; e assim por diante. As baterias de Caprichosos de Pilares, Vila Isabel, Porto da Pedra e Salgueiro não foram incluídas no álbum.

## Faixas
| N.º            | Título                                             | Duração |  |
| 1.             | "Bateria da Mangueira"                             |         |  |
| 2.             | "Bateria da Beija-Flor"                            |         |  |
| 3.             | "Bateria da Imperatriz Leopoldinense"              |         |  |
| 4.             | "Bateria da Portela"                               |         |  |
| 5.             | "Bateria da Viradouro"                             |         |  |
| 6.             | "Bateria da Mocidade Independente de Padre Miguel" |         |  |
| 7.             | "Bateria da Grande Rio"                            |         |  |
| 8.             | "Bateria da Tradição"                              |         |  |
| 9.             | "Bateria da União da Ilha do Governador"           |         |  |
| 10.            | "Bateria da Unidos da Tijuca"                      |         |  |
| Duração total: | Duração total:                                     | 51:04   |  |

## Créditos
Ao processo de elaboração do álbum se atribui os seguintes créditos:
| - Produtor fonográfico: Gravadora Escola de Samba LTDA. - Direção artística: Zacarias Siqueira de Oliveira - Produção musical: Laíla, Mário Jorge Bruno e Alceu Maia - Apoio à produção: Renato Silva, Waldyr Gomes e Edeildo Santos "Delfim" - Equipamento Móvel: Cia. dos Técnicos (48 canais) - Técnico de Gravação do Equipamento Móvel: Mário Jorge Bruno, Luiz Rodrigues, Cláudio Farias e Flavio Senna - Técnicos de Estúdio: Mário Jorge Bruno, Flavio Senna, Cláudio Farias, Jairo Gualberto, Vânius Lemos e Eduardo Chermont - Assistente de Gravação: José Sartori (Magro) - Auxiliares Técnicos: Márcio "Sinistro" Carneiro, Douglas, Aton Damasio, Elânio "Neno" Duarte, Luiz Cláudio Jr. e Sandro Rangel - Mixagem: Mário Jorge Bruno e Flavio Senna - Edição e mastering: Estúdio Cia dos Técnicos - Engenheiros de Som: Ricardo Essucy e Vânius Lemos - Supervisão de áudio: Franklin Garrido - Manutenção Técnica: Ricardo Luppi, Duarte Silva e Abd Chaffar Hammury - Pesquisa de material fotográfico: Zacarias Siqueira de Oliveira - Projeto Gráfico: Emil Ferreira e André Teixeira - Edição de Imagem: Alberto Vilar | - Arregimentação das escolas de samba: Zacarias Siqueira de Oliveira - Arregimentação dos músicos, ritmistas e coristas: Alceu Maia, Paulinho de Pilares e Dinorah - Arranjo / regência: Jorge Cardoso (faixas 2; 5; 6; 9; 10; 11; 13); Alceu Maia (faixas 1; 3; 4; 7; 8; 12) Base - Cavaco: Alceu Maia; Paulinho Soares "Galeto"; Leonardo Alegria - Violão: Claudio Jorge; Jorge Simas - Violão Sete Cordas: Jorge Simas - Cavaco de apoio: José "Jacaré" Mauro - Teclado: Tutuca Borba - Surdos: Gordinho; Cabelinho; Esguleba; Felipe D'Angola - Tantã: Beloba - Tumbadora: Binho; Pirulito - Pandeiros: Jim Brown; Getúlio |